# Hulka
Hulka is een gehucht in het district Baki, regio Awdal, in de niet-erkende staat Somaliland (en dus formeel gelegen in Somalië).
Hulka ligt op ca. 200 m hoogte in de Guban-steppe, ca. 31 km van de kust van de Golf van Aden en 37 km ten zuiden van Lughaye. Hulka ligt aan de voet van de twee Buuraha Dobano-heuvels, die ongeveer 60 m boven de vlakte uitsteken.

Hulka is alleen via zandwegen verbonden met de rest van het district. Het dichtstbijzijnde dorp is Gargaara.